# 1985 na rádio

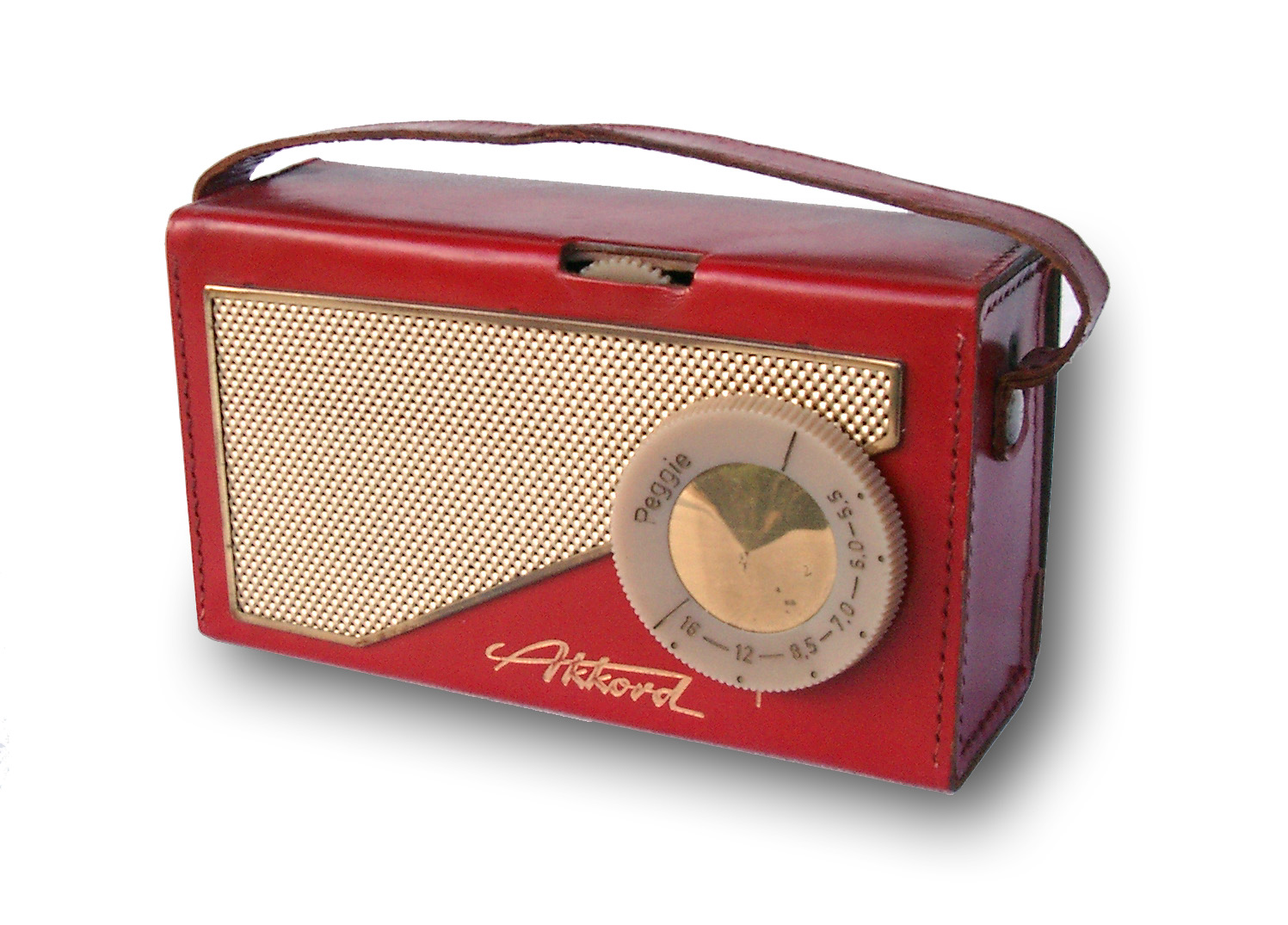
Primeiro rádio transistor Akkord Peggie, vendido na Alemanha em1957

Nesta página encontrará referências aos acontecimentos directamente relacionados com a rádio ocorridos durante o ano de 1985.

## Eventos
Estréia Da 89 FM  A Rádio Rock

## Nascimentos
| Data | Nome | Profissão | Nacionalidade | Observações | Ref |
| ---- | ---- | --------- | ------------- | ----------- | --- |

## Mortes
| Data        | Nome                         | Profissão                     | Nacionalidade | Observações | Ref |
| ----------- | ---------------------------- | ----------------------------- | ------------- | ----------- | --- |
| 15 de março | Gino Cortopassi (Zé Fidélis) | cantor, compositor, humorista | Brasil        | n. 1910     |     |